# John Cookman
John Emory Cookman (Englewood, New Jersey, 1909. szeptember 2. – Plattsburgh, New York, 1982. augusztus 19.) olimpiai ezüstérmes amerikai jégkorongozó, cégvezető.
A Yale Egyetemen játszott, mint jégkorongozó, teniszező és amerikai futballista. 1931-ben diplomázott. Az 1932. évi téli olimpiai játékokon, a jégkorongtornán, Lake Placidban, játszott a amerikai jégkorong-válogatottban. Csak négy csapat indult. Oda-visszavágós rendszer volt. A kanadaiaktól kikaptak 2–1-re, majd 2–2-es döntetlent játszottak. A németeket 7–0-ra és 8–0-ra győzték le, végül a lengyeleket 5–0-ra és 4–1-re verték. Ez az olimpia világbajnokságnak is számított, így világbajnoki ezüstérmesek is lettek. 5 mérkőzésen játszott és 2 gólt ütött.
Később a Philip Morris cégvezére lett.